# Esteban el Póstumo
Esteban el Póstumo (1236-10 de abril de 1271) fue un príncipe real húngaro de la Casa de Árpad, hijo del rey Andrés II de Hungría y su reina consorte Beatriz de Este.  Esteban fue el padre del rey Andrés III de Hungría.

## Biografía
El rey Andrés II de Hungría ya había enviudado dos veces a lo largo de su vida, sin embargo, a pesar de la negativa de sus hijos en 1234 se volvió a casar por tercera vez, en esa oportunidad con una noble italiana llamada Beatriz de Este. Su hijo mayor, el príncipe Béla de Hungría, nunca aceptó a la tercera esposa de su padre, y cuando el rey murió en 1235, se apresuró a repudiarla y a expulsarla del Reino de Hungría. Beatriz anunció que estaba esperando un hijo del fallecido rey y al poco tiempo emprendió camino hacia las tierras itálicas. Béla fue coronado como Béla IV, Beatriz acusada de adúltera y su hijo negado como miembro de la Casa de Árpad. Ya en Italia Beatriz dio a luz a Esteban en Venecia, en 1236, (luego de la muerte de su padre, por lo cual recibió el apelativo de "póstumo") y en dicha ciudad fue donde creció el joven príncipe
Esteban se casó dos veces. Una primera vez en 1263 con Isabel Traversari (?-1264), la viuda de Tomaso de Foliano, e hija del patricio de Rávena Paolo (Guglielmo) Traversari. Del corto matrimonio nació un hijo, Esteban, el cual murió durante sus primeros años. Luego de enviudar en 1264, Esteban buscó una segunda esposa, la cual era la hija del patricio veneciano Michele Sbarra Morosini, Tomasina Morosini. De su segundo matrimonio nació un hijo Andrés, en 1265 quien décadas más tarde conseguirá el trono húngaro gracias a las gestiones de su madre.
Esteban murió  el 10 de abril de 1271, a los 35 años de edad en Venecia dejando solos a Tomasina y a su hijo Andrés.